# Chemins de fer électriques Veveysans
| Lageplan der Strecke |                                              |                                  |                                  |
| Streckennummer (BAV): | 112 (Vevey–Blonay) 113 (Blonay–Les Pléiades) |                                  |                                  |
| Fahrplanfeld: | 112, 115.1                                   |                                  |                                  |
| Streckenlänge: | 10,51 km                                     |                                  |                                  |
| Spurweite: | 1000 mm (Meterspur)                          |                                  |                                  |
| Stromsystem: | 900 V =                                      |                                  |                                  |
| Maximale Neigung: | Adhäsion 50 ‰ Zahnstange 200 ‰               |                                  |                                  |
| Zahnstangensystem: | Strub                                        |                                  |                                  |
| |                                              |                                  |                                  |
| \| \| \| SBB von Montreux \| \| \| \| 0,000 00,00 \| Vevey MVR / SBB \| 386 m ü. M. \| \| \| \| SBB nach Lausanne \| \| \| \| \| SBB nach Puidoux \| \| \| \| 0,550 00,00 \| Bosquets (seit 2020) \| 397 m ü. M. \| \| \| 1,190 00,00 \| Gilamont (bis 2022 Hst.) \| 432 m ü. M. \| \| \| \| Av. de Gilamont (20 m) \| \| \| \| \| Les Vignerons (84 m) \| \| \| \| 1,510 00,00 \| Vevey Vignerons (seit 2022) \| 446 m ü. M. \| \| \| 1,820 00,00 \| Clies (bis 2019 Bhf.) \| 461 m ü. M. \| \| \| 2,460 00,00 \| Hauteville \| 491 m ü. M. \| \| \| 2,820 00,00 \| ehem. Trasse bis 1969 \| ehem. Trasse bis 1969 \| \| \| \| \| \| \| \| 2,870 00,00 0,0003,02 \| Château-d'Hauteville \| 505 m ü. M. 515 m ü. M. \| \| \| \| \| \| \| \| \| Autobahn A9 (132 m, seit 1969) \| \| \| \| 3,330 00,00 \| Km-Sprung +74 m \| Km-Sprung +74 m \| \| \| 3,530 00,00 \| nach Châtel-St-Denis (1904–1969) \| nach Châtel-St-Denis (1904–1969) \| \| \| 3,570 00,00 \| St-Légier-Gare \| 533 m ü. M. \| \| \| 3,650 00,00 \| von Châtel-St-Denis (1904–1969) \| von Châtel-St-Denis (1904–1969) \| \| \| 4,020 00,00 \| St-Légier-Village \| 552 m ü. M. \| \| \| 4,510 00,00 \| La Chiésaz \| 577 m ü. M. \| \| \| 5,290 00,00 \| Château-de-Blonay \| 614 m ü. M. \| \| \| 5,730 00,000,000 5,73 \| Blonay \| 620 m ü. M. \| \| \| \| nach Clarens (1912–1955) \| \| \| \| 0,020 00,00 \| MVR nach Chamby \| MVR nach Chamby \| \| \| 0,030 00,00 \| Beginn Zahnstange \| Beginn Zahnstange \| \| \| 0,4706,17 \| Prélaz-sur-Blonay \| 661 m ü. M. \| \| \| 1,1906,94 \| Tusinge \| 726 m ü. M. \| \| \| 1,6207,34 \| Les Chevalleyres \| 774 m ü. M. \| \| \| 1,9800,00 \| Bois-de-Chexbres (seit ~1992) \| 834 m ü. M. \| \| \| 2,7008,43 \| Fayaux \| 969 m ü. M. \| \| \| 3,3000,00 \| Ondallaz-L'Alliaz (seit ~1955) \| 1086 m ü. M. \| \| \| 3,4309,17 \| Ondallaz (bis ~1955) \| 1113 m ü. M. \| \| \| 4,0709,81 \| Lally \| 1234 m ü. M. \| \| \| 4,83010,51 \| Les Pléiades \| 1348 m ü. M. \| \| \| \| Les Pléiades \| 1397 m ü. M. \| \| \| \| \| \| \| Quellen: [1][2][3][4] \| \| \| \| |                                              |                                  |                                  |
| Strecke |                                              | SBB von Montreux                 | SBB von Montreux                 |
| Kopfbahnhof Streckenanfang · Bahnhof | 0,000 00,00                                  | Vevey MVR / SBB                  | 386 m ü. M.                      |
| Strecke · Abzweig geradeaus und nach links |                                              | SBB nach Lausanne                | SBB nach Lausanne                |
| Strecke · Strecke nach links |                                              | SBB nach Puidoux                 | SBB nach Puidoux                 |
| Dienststation / Betriebs- oder Güterbahnhof | 0,550 00,00                                  | Bosquets (seit 2020)             | 397 m ü. M.                      |
| Blockstelle Streckenende | 1,190 00,00                                  | Gilamont (bis 2022 Hst.)         | 432 m ü. M.                      |
| Tunnel |                                              | Av. de Gilamont (20 m)           | Av. de Gilamont (20 m)           |
| Tunnel |                                              | Les Vignerons (84 m)             | Les Vignerons (84 m)             |
| Haltepunkt / Haltestelle | 1,510 00,00                                  | Vevey Vignerons (seit 2022)      | 446 m ü. M.                      |
| Dienststelle, ehemals Bahnhof | 1,820 00,00                                  | Clies (bis 2019 Bhf.)            | 461 m ü. M.                      |
| Haltepunkt / Haltestelle | 2,460 00,00                                  | Hauteville                       | 491 m ü. M.                      |
| | 2,820 00,00                                  | ehem. Trasse bis 1969            | ehem. Trasse bis 1969            |
| |                                              |                                  |                                  |
| Haltepunkt / Haltestelle · Haltepunkt / Haltestelle (Strecke außer Betrieb) | 2,870 00,00 0,0003,02                        | Château-d'Hauteville             | 505 m ü. M. 515 m ü. M.          |
| |                                              |                                  |                                  |
| Strecke (außer Betrieb) |                                              | Autobahn A9 (132 m, seit 1969)   | Autobahn A9 (132 m, seit 1969)   |
| | 3,330 00,00                                  | Km-Sprung +74 m                  | Km-Sprung +74 m                  |
| Abzweig geradeaus und nach halblinks | 3,530 00,00                                  | nach Châtel-St-Denis (1904–1969) | nach Châtel-St-Denis (1904–1969) |
| Bahnhof · Abzweig nach links und von halbrechts | 3,570 00,00                                  | St-Légier-Gare                   | 533 m ü. M.                      |
| Abzweig geradeaus und von halblinks | 3,650 00,00                                  | von Châtel-St-Denis (1904–1969)  | von Châtel-St-Denis (1904–1969)  |
| Haltepunkt / Haltestelle | 4,020 00,00                                  | St-Légier-Village                | 552 m ü. M.                      |
| Haltepunkt / Haltestelle | 4,510 00,00                                  | La Chiésaz                       | 577 m ü. M.                      |
| Haltepunkt / Haltestelle | 5,290 00,00                                  | Château-de-Blonay                | 614 m ü. M.                      |
| Haltepunkt / Haltestelle Streckenanfang (Strecke außer Betrieb) · Bahnhof | 5,730 00,000,000 5,73                        | Blonay                           | 620 m ü. M.                      |
| Strecke nach rechts (außer Betrieb) · Strecke |                                              | nach Clarens (1912–1955)         | nach Clarens (1912–1955)         |
| Abzweig geradeaus und nach rechts | 0,020 00,00                                  | MVR nach Chamby                  | MVR nach Chamby                  |
| | 0,030 00,00                                  | Beginn Zahnstange                | Beginn Zahnstange                |
| Haltepunkt / Haltestelle | 0,4706,17                                    | Prélaz-sur-Blonay                | 661 m ü. M.                      |
| Haltepunkt / Haltestelle links · Haltepunkt / Haltestelle | 1,1906,94                                    | Tusinge                          | 726 m ü. M.                      |
| Bahnhof · Bahnhof rechts | 1,6207,34                                    | Les Chevalleyres                 | 774 m ü. M.                      |
| Haltepunkt / Haltestelle | 1,9800,00                                    | Bois-de-Chexbres (seit ~1992)    | 834 m ü. M.                      |
| Bahnhof | 2,7008,43                                    | Fayaux                           | 969 m ü. M.                      |
| Haltepunkt / Haltestelle | 3,3000,00                                    | Ondallaz-L'Alliaz (seit ~1955)   | 1086 m ü. M.                     |
| ehemaliger Haltepunkt / Haltestelle | 3,4309,17                                    | Ondallaz (bis ~1955)             | 1113 m ü. M.                     |
| Haltepunkt / Haltestelle | 4,0709,81                                    | Lally                            | 1234 m ü. M.                     |
| Kopfbahnhof Streckenende | 4,83010,51                                   | Les Pléiades                     | 1348 m ü. M.                     |
| |                                              | Les Pléiades                     | 1397 m ü. M.                     |
| |                                              |                                  |                                  |
| Quellen: |                                              |                                  |                                  |

Die Chemins de fer Electriques Veveysans (CEV) waren eine Schweizer Schmalspurbahngesellschaft, deren Nachfolgegesellschaft die heutige Transports Montreux–Vevey–Riviera (MVR) ist.
Die MVR ist Eigentümerin der Infrastruktur des noch bestehenden Streckennetzes der ehemaligen CEV. Diese besteht aus der Bahnstrecke Vevey–Saint-Légier–Blonay–Les Pléiades sowie der Bahnstrecke Blonay–Chamby.
Während die Bahnstrecke Vevey–Les Pléiades ganzjährig fahrplanmässig betrieben wird, dient die Bahnstrecke Blonay–Chamby den nur in der Sommersaison verkehrenden Zügen der Museumsbahn Blonay–Chamby sowie gelegentlichen Betriebsfahrten.
Der Streckenabschnitt Blonay–Les Pléiades ist durchgehend mit einer Zahnstange nach System Strub versehen.

## Geschichte

### Bahnstrecke Vevey–Saint-Légier–Blonay–Chamby 1901
Der Ursprung der Chemins de fer électriques Veveysans liegt in der 1902 eröffneten Adhäsions-Bahnstrecke Vevey–Saint-Légier–Blonay–Chamby. In Chamby bestand von Beginn an Anschluss an die 1901 eröffnete Bahnstrecke Montreux–Les Avants der Montreux-Berner Oberland-Bahn (MOB).

### Bahnstrecke Saint-Légier–Châtel-Saint-Denis 1904
1904 wurde das Streckennetz mit der Bahnstrecke Saint-Légier–Châtel-Saint-Denis erweitert. Während in Saint-Légier die neu erbaute Bahnstrecke an die bestehende Bahnstrecke Vevey–Blonay–Chamby anschloss, schloss diese in Châtel-Saint-Denis an die Bahnstrecke der ursprünglichen Châtel–Palézieux-Bahn (CP) und der Châtel–Bulle–Montbovon-Bahn (CBM) an. Letztere beiden Bahngesellschaften sind Vorgängergesellschaften der heutigen Freiburgischen Verkehrsbetriebe (tpf).

### Bahnstrecke Blonay–Les Pléiades 1911
1911 wurde die Zahnradbahn von Blonay hinauf nach Les Pléiades eröffnet, die zunächst als reine Zahnradbahn nur zwischen Blonay und Les Pléiades verkehrte.

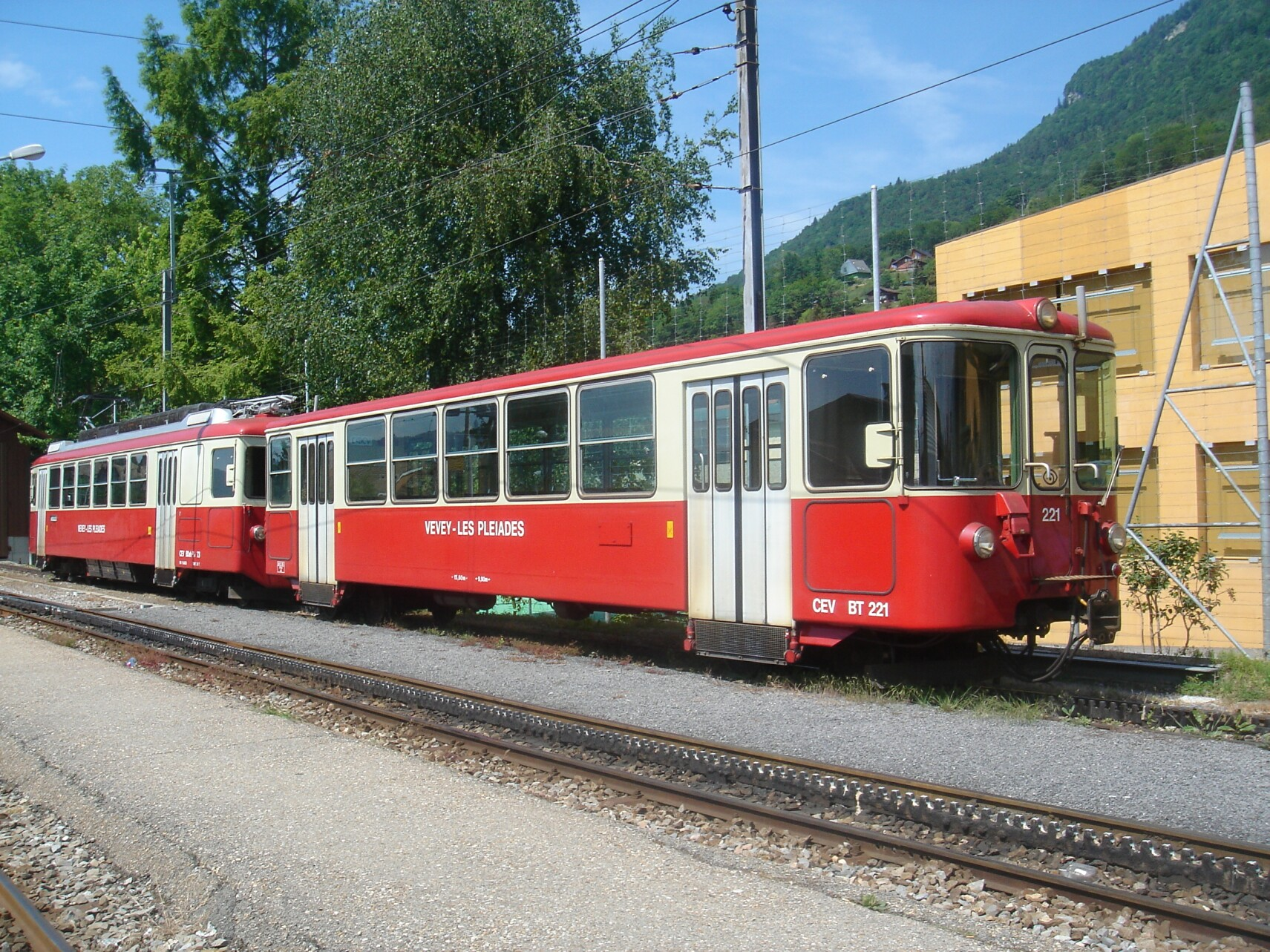
BDeh 2/4 73 mit Adhäsions- und Zahnradantrieb und Bt 221 aus dem Jahre 1970 in Blonay

### Bahnstreckenstilllegung und neues Rollmaterial Ende der 1960er-Jahre
Angesichts der teilweise sehr geringen Verkehrsnachfrage war die öffentliche Hand nicht bereit, die Erneuerung des ganzen Netzes zu finanzieren. In einer 1966 unterzeichneten Finanzierungsvereinbarung wurde die Gewährung von Bundesmitteln an die Bedingung geknüpft, dass der Streckenabschnitt Blonay–Chamby sofort und die Strecke Saint-Légier–Châtel-Saint-Denis spätestens nach zwei Jahren stillgelegt werde. Die so verbleibende Strecke Vevey–Les Pléiades konnte mit den neu zu beschaffenden Adhäsions- und Zahnradtriebwagen als eine durchgehende Linie wirtschaftlicher betrieben werden.
Auf der Bahnstrecke Blonay–Chamby wurde am 21. Mai 1966 der Schienenverkehr ersatzlos eingestellt, die Strecke blieb aber vorerst erhalten. Am 20. Juli 1968 wurde auf ihr die erste Museumseisenbahn der Schweiz eröffnet, die Museumsbahn Blonay–Chamby (BC).
1969 wurde die Bahnstrecke Saint-Légier–Châtel-Saint-Denis stillgelegt und abgebrochen. Als Ersatz dient eine Autobus-Linie ab Vevey, deren Konzession als landesweite Besonderheit gemeinsam der GFM, heute tpf und den Transports publics Vevey–Montreux–Chillon–Villeneuve (VMCV) erteilt wurde.

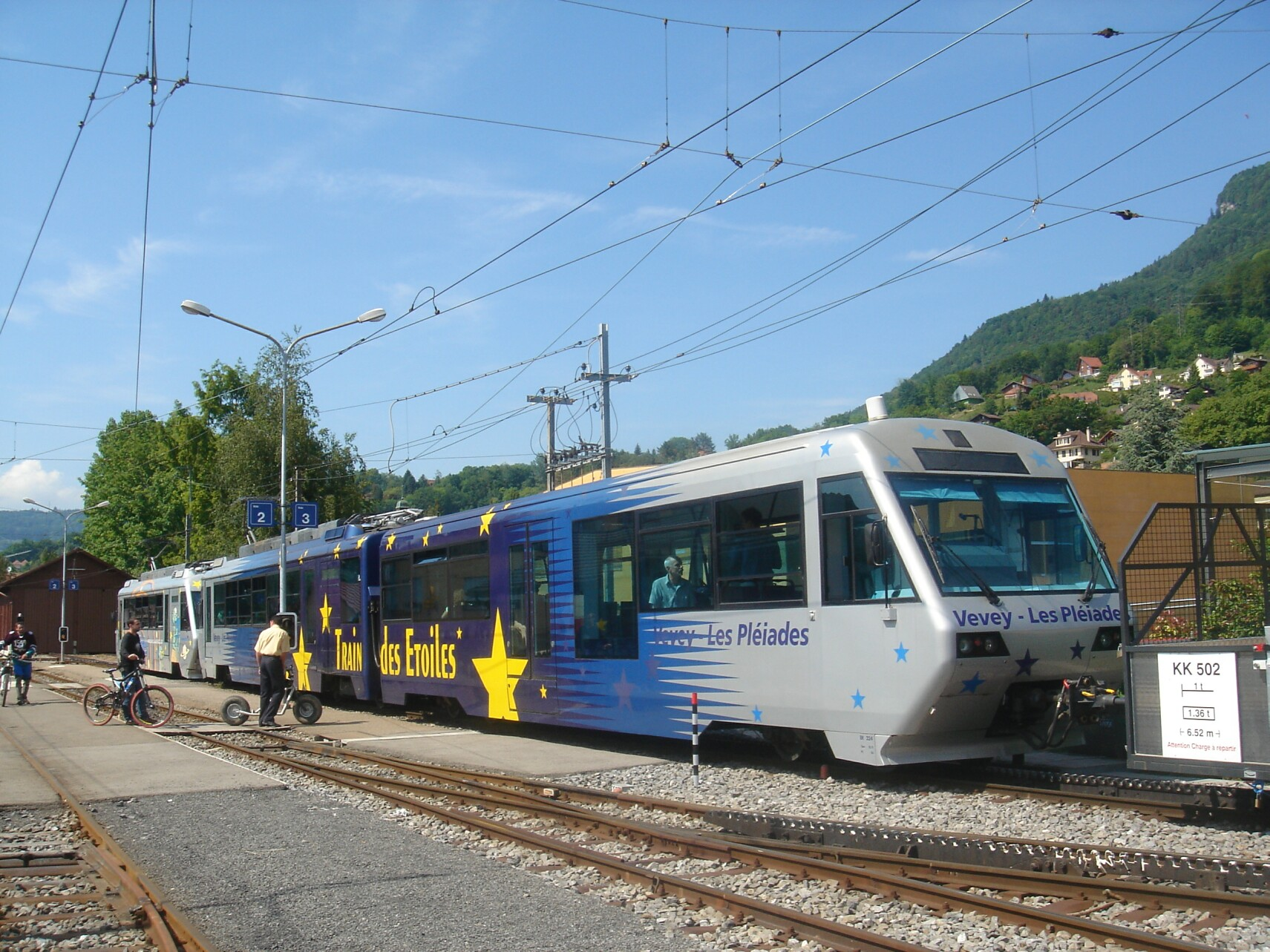
Kk 502 vor Bt 224 vor Beh 2/4 71, modernisiert 1999, und 72, modernisiert 2001, mit Adhäsions- und Zahnradantrieb in Blonay für die Bahnstrecke Vevey–Saint-Légier–Blonay–Les Pléiades

### Unfälle 1966 und 1970
Am 24. August 1966 entgleiste bei Saint-Légier ein nach Blonay fahrender Zug wegen einer auf einer Schiene liegenden Schwellenschraube. 15 Personen wurden verletzt.
Am 7. Juli 1970 ereignete sich unweit der Station Clies eine Frontalkollision zweier Triebwagen, bei der 40 Personen verletzt wurden. Die beiden Züge hätten sich in Clies kreuzen sollen.

### Bahnstrecke Vevey–Saint-Légier–Blonay–Les Pléiades seit 1970
Auf der verbliebenen Bahnstrecke Vevey–Saint-Légier–Blonay–Les Pléiades ermöglichten die damals neu beschafften Triebwagen mit gemischtem Adhäsions- und Zahnradantrieb, die später mit einigen Steuerwagen zu Pendelzügen ergänzt wurden, einen durchgehenden Betrieb zwischen Vevey und Les Pléiades.
Seit der Ablieferung der neuen Gelenktriebwagen Be 2/6 7001 bis 7004 im Jahre 1997 wird der Verkehr oft wieder gebrochen abgewickelt, das heisst, es muss in Blonay umgestiegen werden. Deshalb ist die Beschaffung neuer Zahnrad-Gelenktriebwagen Beh 7501 - 7508, ähnlich jenen Gelenktriebwagen (GTW), wie sie an die Cremallera de Núria und Cremallera de Montserrat nach Spanien geliefert wurden, im Jahr 2015 erfolgt.
Im Juli 2019 wurde die Station Clies aufgrund von Sicherheitsdefiziten geschlossen. Zum Fahrplanwechsel am 11. Dezember 2022 wurde die Station Gilamont geschlossen. Zeitgleich wurde die neue Station Vevey Vignerons in Betrieb genommen.

## Fahrzeuge
- He 2/2 1 und 2 (1911), He 2/2 3 (1913) Zahnradlokomotiven, 3 1984 ausrangiert
- BDeh 2/4 71 bis 74 (1970), BDeh 2/4 75 (1983), 71 1999 und 72 2002 modernisiert, 73 und 74 2017 abgebrochen, 75 Mai 2018 abgebrochen
- Bt 221 und 222 (1976), 222 2017 abgebrochen, Bt 223 (1983) 2009 verkauft an TPC, dort BVB B 66, Bt 224 (1990) 1999 modernisiert nach Brand, mit Niederflur-Einstieg
- Be 2/6 7001 bis 7004 (1997 und 1998), auch auf dem Abschnitt Montreux–Les Avants der Montreux-Berner Oberland-Bahn im Einsatz, 2017 verkauft an ASm (7001–7003) und MIB (7004)
- BDe 4/4 103 (1903) wurde am 17. März 2010 in eigener Kraft nach Chernex zum Abbruch überführt.[8] Drehgestelle sowie elektrische Ausrüstung gingen an die Museumsbahn Blonay–Chamby für den Wiederaufbau des Ce 2/2 36 der Tramways Lausannois.
- BDe 4/4 105 (1913) nicht betriebsfähig, wird von der Association CEV 105 aufgearbeitet
- Te 2/2 81 (1963 aus Teilen der Triebwagen 38 und 39 der Verkehrsbetriebe Luzern aufgebaut), ab Mitte der 1990er-Jahre im Rangierdienst bei der Montreux–Berner Oberland-Bahn, heute in Chernex
- Te 2/2 82 (1938 aus dem Untergestell des K 39 und Motoren der Triebwagen 101 bis 103 aufgebaut)